# Phố cổ Praha

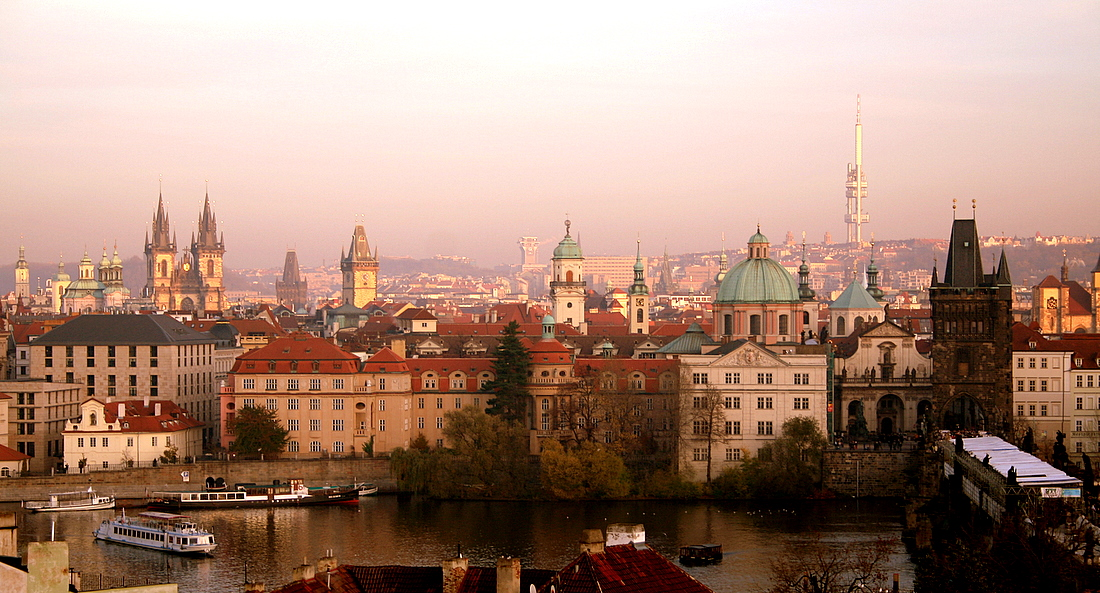
Phố cổ Praha nhìn từ Tháp cầu Phố nhỏ

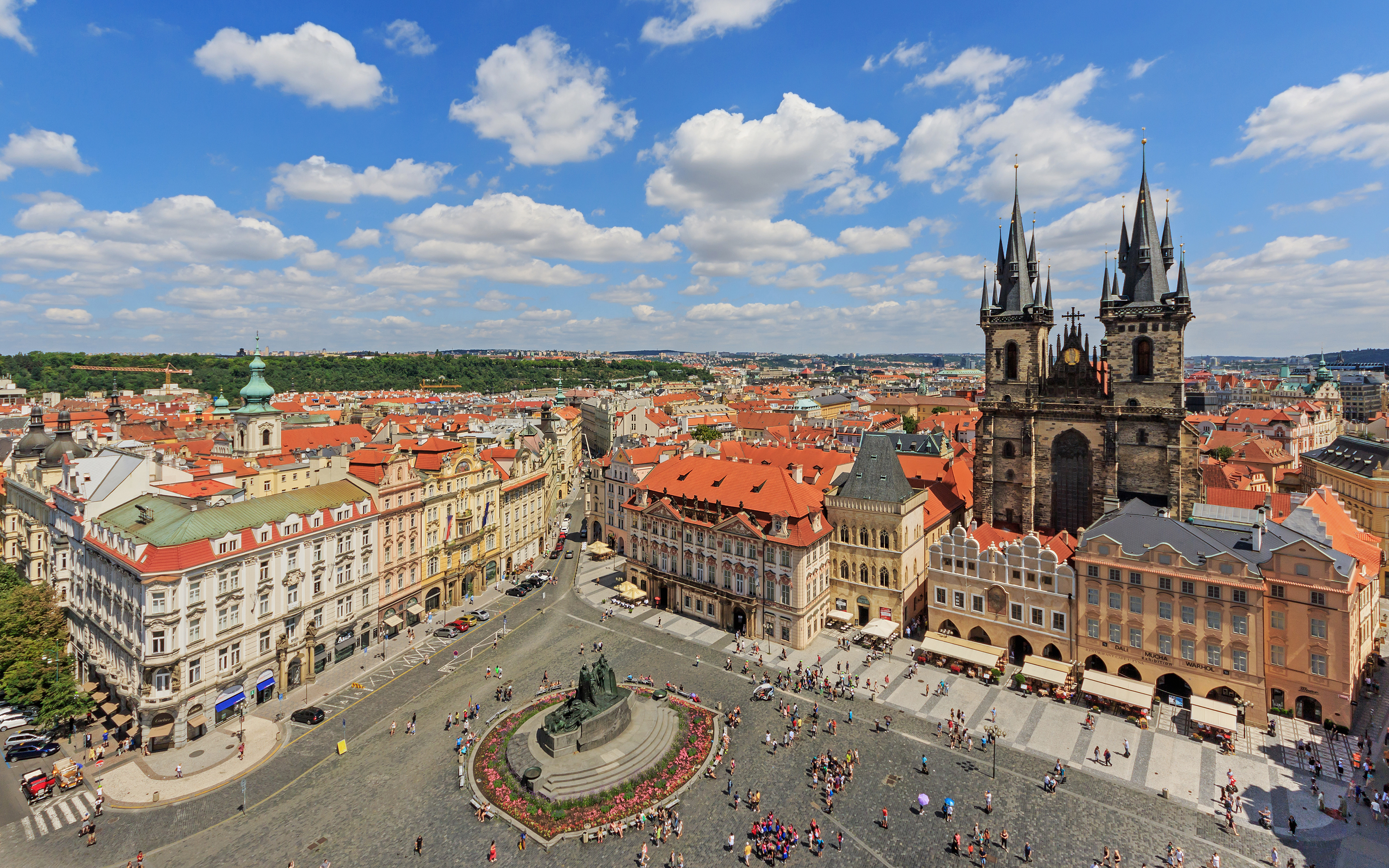
Quảng trường Phố cổ

Phố cổ Praha (tiếng Séc: Staré Město pražské) là khu định cư từ thời trung cổ lâu đời nhất trong bốn khu phố của Praha, Cộng hòa Séc (Phố cổ, Phố mới, Phố nhỏ và Hradčany). Nó đã được tách biệt với bên ngoài bởi một con hào bán nguyệt và tường, kết nối với sông Vltava ở cả hai đầu của nó. Các hào nước hiện đang được phủ lên bởi các đường phố (từ phía bắc đến phía nam - tây) Revoluční, Na Příkopě, và Národní - mà còn là ranh giới chính thức của Phố cổ. Nó bây giờ là một phần của quận Praha 1.
Trung tâm của nó là Quảng trường Phố cổ (Staroměstské náměstí) với nhiều địa điểm tham quan, bao gồm Nhà thờ Đức Mẹ trước Týn (Kostel Matky Boží před Týnem), Nhà thờ thánh Nicholas, Hội đường Do thái cổ, và Đồng hồ Thiên văn. Phố cổ được bao quanh bởi các khu đô thị mới của Praha. Bên kia sông Vltava được nối với nhau bằng cầu Karl là Phố nhỏ Praha (Tiếng Séc: Mala Strana). Phố cổ Do Thái (Josefov) nằm ở góc phía tây bắc của Phố cổ hướng tới sông Vltava.

## Tranh xưa

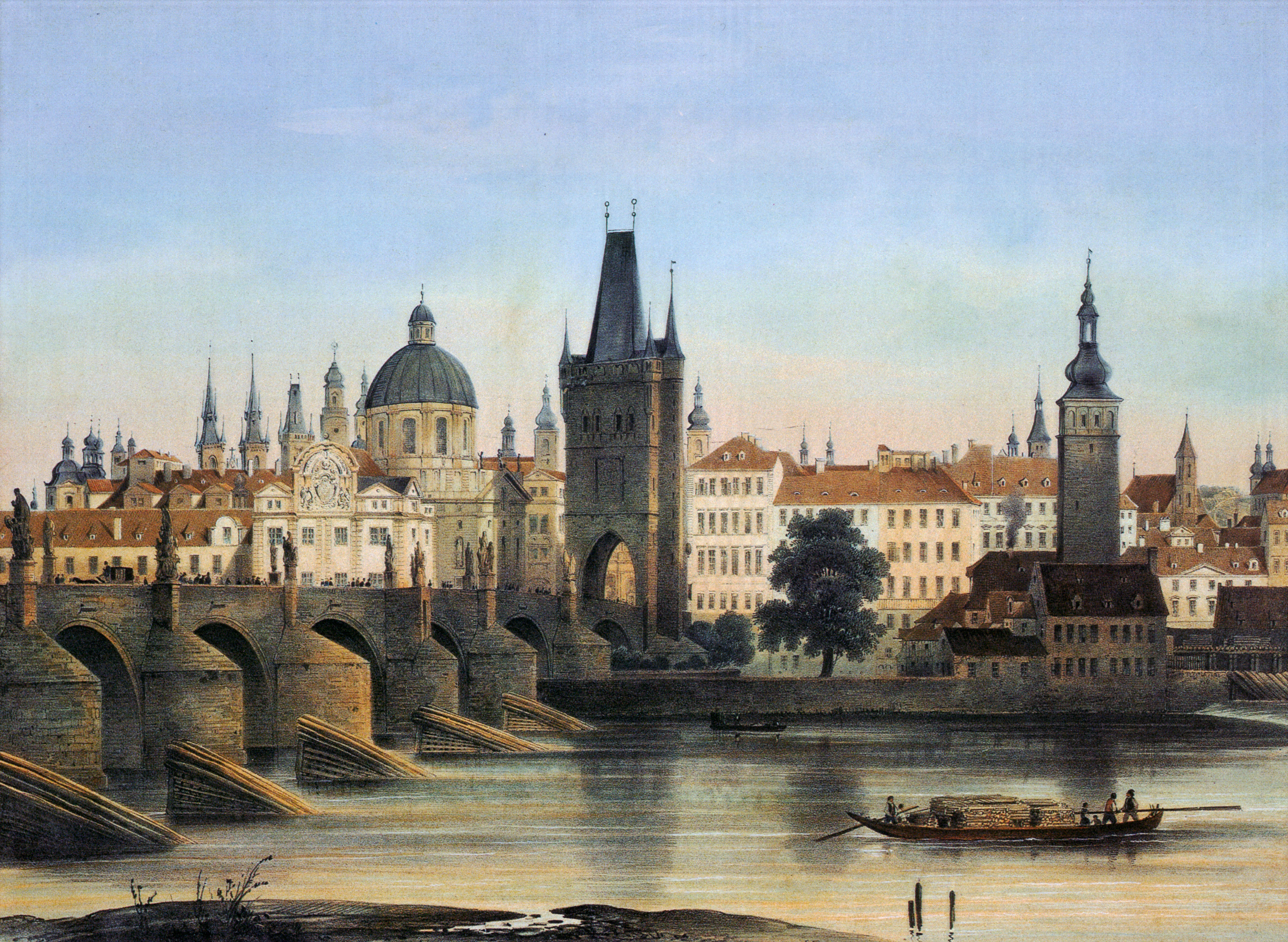
František Xaver Sandmann, 1840
Vojtěch Bartoněk  , 1888
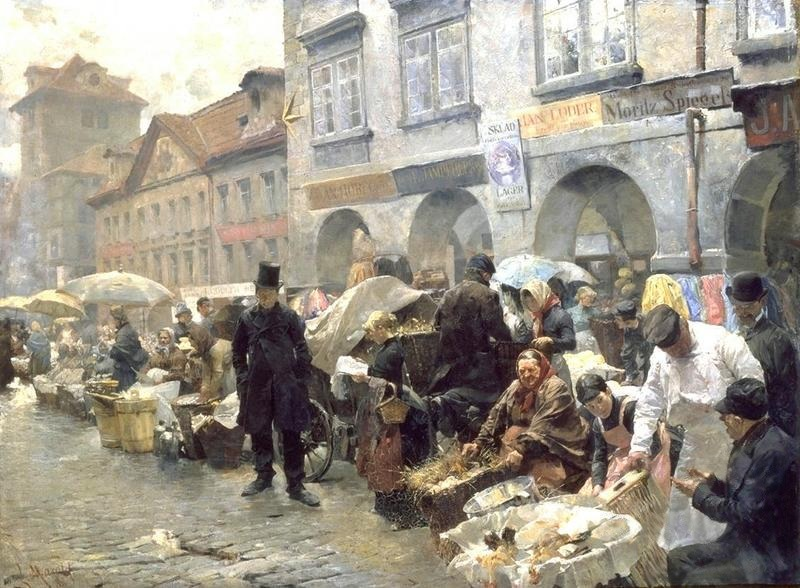
Luděk Marold, 1888